# Suwallia dubia
Suwallia dubia är en bäcksländeart som först beskrevs av Theodore Henry Frison 1935.  Suwallia dubia ingår i släktet Suwallia och familjen blekbäcksländor. Inga underarter finns listade i Catalogue of Life.